# Bremer Dollar
Der Bremer Dollar war ein von der bremischen Finanzverwaltung auf dem Höhepunkt der deutschen Hyperinflation im Herbst 1923 in Verkehr gebrachtes, wertbeständiges Zahlungsmittel, das durch Devisen gedeckt war.

## Voraussetzungen
Die Folgelasten des Ersten Weltkriegs hatten die Finanzkräfte des Deutschen Reichs und der Länder erschöpft, ihre Verschuldung stieg und mit ihr die ungehemmte Ausgabe von Reichsbanknoten, die als billiges Finanzierungsmittel dienten, aber in einem sich beschleunigenden Tempo an Wert verloren. Im Herbst 1922, als das Deutsche Reich weitere Kredite aufnahm, um Kriegsentschädigungen und Sozialleistungen bezahlen zu können, nahm die bis dahin schon nicht geringe Entwertung der Papiermark und der Geldvermögen exponentiell zu.
Die unausweichliche Währungsreform mit Einführung der Rentenmark am 15. November 1923, die durch Grund- und Sachwerte gedeckt war, hatte Bremen schon im Oktober in beschränktem Umfang vorweggenommen, indem es den „Bremer Dollar“ kreierte. Anders als das übliche „Notgeld“ mit den vielen Nullen war diese Währung durch Devisen gedeckt, die durch den Bremer Außenhandel eingingen. Die im Überseegeschäft tätigen großen Handelshäuser in der Seehafenstadt Bremen verfügten auch nach dem Ersten Weltkrieg über einen beträchtlichen Zufluss an fremden Währungen, vor allem in US-amerikanischen Dollars.

## Entwicklung
Nicht nur der Bevölkerung, auch der Wirtschaft und dem Handel war daran gelegen, wertbeständige Zahlungsmittel in die Hand zu bekommen.
Zwar war schon am 2. März 1923 der Reichsfinanzminister ermächtigt worden, mit 50 Millionen Dollar durch Dollarschatzanweisungen die Devisenbestände des Reichs aufzufüllen, doch sind sie wegen der groben Stückelung (kleinster Nennwert: 5 Dollar) nicht allgemein als Zahlungsmittel umgelaufen. Auch die Anteilscheine der Reichsgoldanleihe vom August 1923 waren kein gesetzliches Zahlungsmittel, schwankten im Kurs und wurden von den Banken nicht immer zum Nennwert eingelöst.
Der Bremer Senat veranlasste die Bremer Wirtschaft, ihre beträchtlichen Devisenbestände gegen „Anteilscheine über Dollar Nordamerikanischer Währung“ in einem bei der Staatshauptkasse eingerichteten, vom übrigen Staatsvermögen abgetrennten Kapitalstock aufzubewahren. Ein Kuratorium Bremer Kaufleute regulierte den Gleichstand der Summe umlaufender Anteilscheine und der Höhe der Deckungseinlagen. Formell handelte es sich um eine 5 %ige Anleihe, damit reichsrechtliche Devisenvorschriften nicht verletzt wurden.

## Stückelung
Ab dem 22. September 1923 gab die Finanzdeputation Anteilscheine dieser Anleihe in den Wertstufen 1/100, 1/50, 1/5, 1/2, 1, 5, und 10 Dollar in den Verkehr. Seit Anfang 1924 konnten abgenutzte Scheine gegen „Bremer Schatzanweisungen“ über 1, 5, 10 und 20 Dollar getauscht werden. Beide Serien waren noch bis Anfang 1925 in Umlauf. Daneben gab auch die Staatshauptkasse Bremen wertbeständiges, auf Dollar lautendes Notgeld in sechs Wertstufen von 1 Cent bis 2 Dollar heraus. Die Anzahl der ausgegebenen Anteilscheine ist unbekannt, alle wurden am 28. März 1924 zur Einlösung aufgerufen, blieben aber teilweise bis zum 23. Januar 1925 im Umlauf.